# هريهوري كوزينتسيف
هريهوري ميخايلوفيتش كوزينتسيف (بالروسية: Григо́рий Миха́йлович Ко́зинцев)؛ 22 مارس [OS 9 مارس] 1905-11 مايو 1973) كان مخرجًا مسرحيًا سينمائيًا سوفيتيًا. حصل على لقب فنان الشعب لاتحاد الجمهوريات الاشتراكية السوفيتية في عام 1964. واحد من المخرجين المبدعين .

## وصلات خارجية
هريهوري كوزينتسيف على قاعدة بيانات الأفلام على الإنترنت